# Bistum Savannah
Das in den USA gelegene Bistum Savannah (lateinisch Dioecesis Savannensis, englisch Diocese of Savannah) ist eine Diözese der römisch-katholischen Kirche mit Sitz in Savannah, Georgia.

## Geschichte
Es wurde am 3. Juli 1850 mit einer Größe von 58.980 Quadratkilometern aus Gebieten der Bistümer Charleston und Mobile begründet. Als solches war es Suffraganbistum der Kirchenprovinz Baltimore. Nachdem es am 5. Januar 1937 seinen Namen auf Savannah-Atlanta änderte, zählte es 1950 30.922 Katholiken (1 %) in 63 Pfarreien mit 38 Diözesanpriestern, 91 Ordenspriestern und 295 Ordensschwestern.
Am 2. Juli 1956 wurde das Bistum in Savannah und das neu begründete Bistum Atlanta geteilt, dem das Bistum Savannah seit dem 10. Februar 1962 auch als Suffraganbistum untersteht.

## Bischöfe von Savannah
- Francis Xavier Gartland (1850–1854)
- John Barry (1857–1859)
- Augustin Verot PSS (1861–1870, dann Bischof von Saint Augustine)
- Ignatius Persico OFMCap (1870–1874, dann Koadjutor des Bischofs von Aquino-Sora-Pontecorvo)
- William Hickley Gross CSsR (1873–1885, dann Erzbischof von Oregon City)
- Thomas Andrew Becker (1886–1899)
- Benjamin Joseph Keiley (1900–1922)
- Michael Joseph Keyes SM (1922–1935)
- Gerald Patrick O’Hara (1935–1959)
- Thomas Joseph McDonough (1960–1967, dann Erzbischof von Louisville)
- Gerard Louis Frey (1967–1972, dann Bischof von Lafayette)
- Raymond William Lessard (1973–1995)
- John Kevin Boland (1995–2011)
- Gregory John Hartmayer OFMConv (2011–2020)
- Stephen Parkes (seit 2020)